# Rita Lee
Pour les articles homonymes, voir Lee.
Rita Lee Jones, ou plus simplement Rita Lee, née à São Paulo le 31 décembre 1947 et morte dans la même ville le 8 mai 2023, est une chanteuse, compositrice et musicienne brésilienne.

## Biographie
Née Rita Lee Jones, elle est la fille de Charles Fenley Jones (immigré des États-Unis) et de Romilda Padula (fille d'immigré italien). Elle a deux sœurs, Mary Lee et Virginia Lee. Rita a suivi les cours du lycée Pasteur, établissement français de São Paulo. Elle parle couramment portugais, anglais, français, espagnol et italien. Elle suit ensuite des cours de communication à l'université de São Paulo en 1967, dans la même classe que l'actrice Regina Duarte, mais abandonne rapidement l'université.
Pendant son enfance, elle suit des cours de piano avec la musicienne classique Magdalena Tagliaferro. À l'adolescence, elle commence à se produire au collège dans un groupe appelé Tulio's trio. En 1963, elle forme un ensemble avec deux amies, les Teenage Singers, qui participe à divers spectacles scolaires. L'année suivante, elles se regroupent avec un trio masculin, les Wooden Faces, pour former un nouveau groupe, les Six Sided Rockers, qui s'appellera plus tard O Seis. Ils enregistrent un disque comportant deux chansons qui ne sera cependant jamais commercialisé. Avec le départ de trois membres du groupe, ne restent que Rita, Arnaldo et Sérgio qui changent de nom pour prendre celui de O Konjunto. Sur une suggestion de Ronnie Von, ils changent encore de nom pour Os Mutantes.
Elle se lance dans une carrière solo en 1972. De 1973 à 1978, elle forme le groupe Tutti Frutti qui impose sa douce folie et son éternelle irrévérence sur la scène brésilienne. Sa voix sensuelle et pleine de malice s’adapte tant aux mélodies aux parfums décadents (Menino Bonito - 'Joli petit enfant) qu’aux rocks les plus redoutables (Agora so falta vocé - Maintenant il ne manque plus que toi).
Avec Tutti Fruti, Rita Lee sort quatre albums saignants dont le splendide Fruto proibido (Fruit du péché) en 1975, considéré encore comme l’album clef du rock brésilien.
Parfois elle travaille avec Paulo Coelho qui joua un rôle important en tant que parolier durant les années de dictature. Avec lui, Rita signe entre autres le tube Esse tal de roque enrow.
En 1976, alors enceinte, elle est arrêtée pour détention de marijuana et assignée à résidence pendant un an. C’est durant cette période qu’elle compose avec Paulo Coelho Arrombou a festa, titre qui cartonne à son tour.
En 1976, elle rencontre son compagnon, le compositeur guitariste Roberto de Carvalho, avec qui elle négocie un nouveau tournant dans sa carrière, plus pop, qui la propulse au rang de super star.
En 1978, sort le dernier album avec Tutti Frutti Babilonia, l'aventure se finit dans des tensions très fortes entre certains membres.
Avec son mari Roberto de Carvalho, ils sortent en trois ans quatre albums qui font date : Mania de vocé (1979), Lança Perfume (1980), Saude (1981), et Flagra (1982).
En France, elle se fait connaître du grand public grâce à son titre Lança Perfume (1980) qui est repris par le Trio Esperança en 1995. De 1986 à 1992, elle écrit également des livres pour enfants (les aventures du Dr Alex). Elle tourne également dans les feuilletons brésiliens Top Model et Vamp. En décembre 2007, elle entame une tournée pour fêter ses quarante ans de carrière.

Elle décède le 8 mai 2023.

## Discographie
- Os Mutantes (1968)
- Tropicália ou Panis et Circenses (1968)
- Mutantes (1969)
- A Divina Comédia ou Ando Meio Desligado (1970)
- Build Up (1970)
- Jardim Elétrico (1971)
- Hoje é o Primero Dia do Resto de Sua Vida (1972)
- Mutantes e seus Cometas no País do Baurets (1972)
- Atrás do Porto Tem Uma Cidade (1974, avec Tutti Frutti)
- Fruto Proibido (1975, avec Tutti Frutti)
- Hollywood Rock (Ao Vivo) (1975)
- Entradas e Bandeiras (1976, avec Tutti Frutti)
- Refestança (1977, avec Gilberto Gil)
- Babilônia (1978, avec Tutti Frutti)
- Rita Lee (1979)
- Rita Lee (1980)
- Saúde (1981)
- Rita Lee e Roberto de Carvalho (1982)
- Baila Conmigo (En Español) (1983)
- Bombom (1983)
- Rita e Roberto (1985)
- Flerte Fatal (1987)
- Zona Zen (1988)
- Pedro e o Lobo (1989)
- Dias Melhores Virão (1989)
- Rita Lee e Roberto de Carvalho (1990)
- Bossa 'n' Roll (1991) avec la participation de Gal Costa
- Rita Lee (1993)
- A Marca Da Zorra (1995)
- Tutu, o Menino Indio (1996)
- Santa Rita De Sampa (1997)
- Acústico MTV (MTV Unplugged) (1998) avec la participation de Milton Nascimento, Paula Toller, Titâs et Cássia Eller
- 3001 (2000)
- Rita Releeda (2000) (versions remixées de ses classiques)
- Tecnicolor (2000) (original de 1970)
- Aquí, Ali, Em Qualquer Lugar (2001) - Bossa 'n' Beatles -
- Balacobaco  (2003)
- MTV Ao Vivo (MTV Live) (2004) avec la participation de Zélia Duncan
- Rita Lee Multishow ao Vivo (2009)
- Reza (2012)

## Publications
- Dr. Alex (1986)
- Dr. Alex e os Reis de Angra (1988)
- Dr. Alex na Amazônia (1990)
- Dr. Alex e o Oráculo de Quartz (1992)
- Storynhas (2013)
- Rita Lee: Uma Autobiografia (2016)
- Dropz (2017)
- Amiga Ursa - Uma história triste, mas com final feliz (2019)